# Brain Records
Brain Records was een Duits platenlabel dat in de jaren 70 actief was. Brain speelde samen met de labels Sky, Pilz en Ohr een grote rol in de evolutie van de krautrock. Het label had krautrockartiesten zoals Neu!, Cluster en Guru Guru maar bracht ook het eerste album van de Scorpions uit voor deze een heavymetalband werden en albums van Jane.
Brain was geen apart platenbedrijf, maar een van de labels die waren gecreëerd door de Duitse platenmaatschappij Metronome Music GmbH, uit Hamburg. Het label was in 1972 in Hamburg opgericht door twee voormalige werknemers van Ohr Musik, Günter Körber en Bruno Wendel. Noch Metronome, noch werknemers Körber en Wendel hadden veel inspraak in de productie, opname, cover-art, artiesten en promotie; dit waren de zaken van de broers Meiser en van Rolf-Ulrich Kaiser en hun bedrijf Ohr Musik Production GmbH. Toen Metronome in 1975 opgenomen werd in PolyGram, verlieten Körber en Wendel Brain Records en richtten een het nieuwe label Sky Records op. PolyGram stopte op 31 december 1996 met Metronome. De catalogus van Brain kwam later in handen van Universal Music dat een voortzetting van PolyGram is.
Het logo van Brain bevatte een schets van het profiel van een gezicht, met op de plaats van de hersenen het woord Brain. Het logo verscheen in het groot op de elpees, waarvan een hele reeks een groen label had.
Enkele artiesten en bands waarvan er één of meerdere albums verschenen bij Brain zijn:
- Birth Control
- Cluster
- Embryo
- Eroc
- Edgar Froese
- Grobschnitt
- Guru Guru
- Harmonia
- Kollektiv
- Neu!
- Novalis
- Klaus Schulze
- Popol Vuh
- Schicke, Führs & Fröhling
- Scorpions (eerste album)
- Sperrmüll
- Thirsty Moon